# Stroodorpepolder
De Stroodorpepolder (ook: Kleinpoldertje bij L. de Backer of Strooyendorpe) is een kleine polder ten zuiden van Sluiskil, behorende tot de Polders in de vaarwegen naar Axel en Gent, in de Nederlandse provincie Zeeland. 
De polder ontstond bij de aanleg van het Kanaal Gent-Terneuzen. Er werd toen een dam aangelegd tussen de westelijke kanaaldijk en de Nieuw-Vogelschor of Westdorpepolder. Zo ontstond in 1825 een polder van 17 ha. In dit poldertje werd een kampje van strohutten gebouwd voor de polderjongens. Hieruit ontstond de buurtschap Stroodorpe, welke tegenwoordig opgenomen is in een wijk van Sluiskil.
Door de aanleg van industrie en infrastructuur is de polder in het landschap niet meer te herkennen.